# Pyranometer

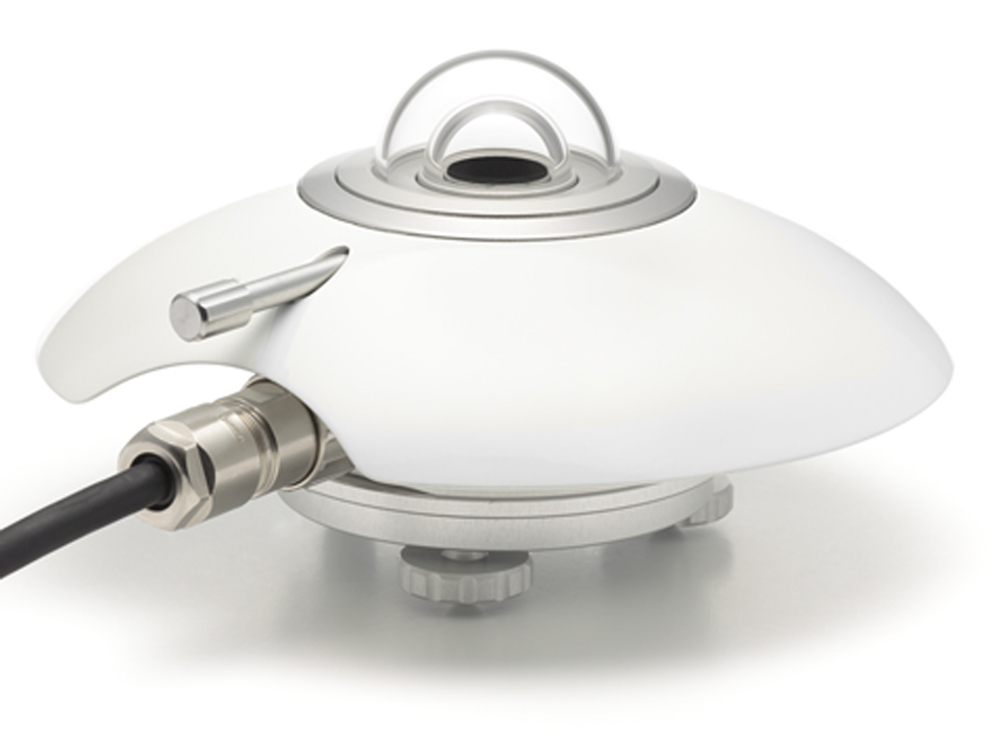
Voorbeeld van een moderne pyranometer, hier Hukseflux model SR20

Een pyranometer is een instrument dat wordt gebruikt om de intensiteit van zonnestraling te meten (in watt per vierkante meter). De naam pyranometer is afgeleid van het Griekse pyr, dat "vuur", en ano, dat "hemel" betekent. Men spreekt ook wel van een zonneschijnmeter om een instrument aan te duiden dat de intensiteit van zonlicht vastlegt.
Een pyranometer heeft normaal gesproken geen externe voedingsbron nodig om te kunnen werken. Het instrument wordt horizontaal geplaatst, waarna het alle inkomende straling meet over een halve bol, dus effectief alle invallende straling die van boven de horizon het instrument bereikt.

## Werking
Om de juiste richtings- en spectrale eigenschappen te verkrijgen, bestaat een pyranometer uit onder meer de volgende onderdelen:
- Een thermozuilsensor afgedekt met een zwart laagje die alle zonnestralen absorbeert met een golflengte van 300 tot 50.000 nanometer.
- Een glazen koepel die het frequentiespectrum begrenst tot 300-2800 nanometer en die de thermozuil tegen convectie beschermt.

Het zwarte laagje op de thermozuil absorbeert de zonnestraling. Deze straling wordt omgezet in warmte. De warmte wordt van de sensor naar de behuizing van de pyranometer geleid. De thermozuil genereert een uitgangsspanning die evenredig is aan de zonnestraling.